# Клини, Стивен Коул
Сти́вен Ко́ул Кли́ни (правильнее — Кле́йни, англ. Stephen Cole Kleene; 5 января 1909, Хартфорд, Коннектикут, США — 25 января 1994, Мадисон, Висконсин, США) — американский математик и логик. Член НАН США (1969).
В 1930 году окончил Принстонский университет, в 1930–1935 годах преподавал там же. С 1935 года в Висконсинском университете перспективных исследований. В 1966–1967 годах – директор Математического исследовательского центра.
Его работы совместно с работами Алонзо Чёрча, Курта Гёделя и Алана Тьюринга дали начало разделу математической логики — теории вычислимости. Кроме того, известен изобретением регулярных выражений. Его именем названы алгебра Клини, звёздочка Клини, теорема Клини о рекурсии, теорема Клини о неподвижной точке. Работал также в области интуиционистской математики Брауэра. Внёс важный вклад в теорию конечных автоматов (см. теорема Клини).
Сам Клини произносил свою фамилию как «Клейни», ошибочная транслитерация «Клини» утвердилась в Советском Союзе в связи с изданием переводов его книг именно под такой фамилией.
Среди наиболее известных работ, издававшихся на русском языке, — книги «Введение в метаматематику» и «Математическая логика».

## Работы, переведённые на русский язык
- Клини С. К. Введение в метаматематику. — М.: Издательство иностранной литературы, [1952]1957.
- Клини С. К., Весли Р. И. [Vesley R. E.] Основания интуиционистской математики с точки зрения теории рекурсивных функций. — М.: Наука, [1965]1978.
- Клини С. К. Математическая логика. — М.: Мир, [1967]1973.
- Клини С. К. Перестановочность применений правил в генценовских исчислениях LK и LJ. / Идельсон А. В. (ред.), Минц Г. Е. (ред). Математическая теория логического вывода. — М.: Наука, 1967.
- Клини С. К. Конечная аксиоматизируемость теорий в исчислении предикатов с помощью дополнительных предикатных символов. / Там же.